# Paul Oscar Blocq
Pour les articles homonymes, voir Blocq.
 (juillet 2011).
Si vous disposez d'ouvrages ou d'articles de référence ou si vous connaissez des sites web de qualité traitant du thème abordé ici, merci de compléter l'article en donnant les références utiles à sa vérifiabilité et en les liant à la section « Notes et références ».
Paul-Oscar Blocq dit aussi « Paul Blocq » (né le 4 janvier 1860 à Toul et décédé le 20 mai 1896 à Paris 11e)  est un médecin français.

## Biographie
Paul Oscar Blocq, reçu interne des hôpitaux de Paris au concours de 1882, après être passé chez Simon Duplay (1836-1924), François-Xavier Gouraud (1837-1906), Victor Audhoui (1841-1923) et Maurice Letulle (1853-1929), effectue sa dernière année chez Jean-Martin Charcot (1825-1893) en 1887.
Il soutient en 1888 sa thèse intitulée Des contractures, inspirée et présidée par Charcot. Aidé par Pierre Marie (1853-1940), chef du laboratoire et Joseph Babinski (1857-1932), chef de clinique, il illustre celle-ci de dessins de Paul Richer (1949-1933). Il y relate les travaux d’Édouard Brissaud (1852-1909) sur l’auscultation des muscles. Il y distingue clairement les différences cliniques et anatomo-pathologiques entre les contractures permanentes de l’hémiplégie et de la sclérose en plaques des contractures, qu’il baptise spasmodiques et d’origine hystérique, considérées de nos jours comme des dystonies.
Il publie en 1893, en compagnie de Gheorghe Marinescu (1864-1939), étudiant roumain en stage chez Charcot, un cas de maladie de Parkinson secondaire à une tumeur de la substantia nigra, qui sera à l’origine de la théorie soutenue par Brissaud d’un dysfonctionnement de cette structure dans l’étiologie de la maladie de Parkinson. Toujours avec Marinescu, il sera le premier à décrire les plaques séniles dans l’épilepsie en 1892.
Le 18 novembre 1892, lors de la réunion de la Société médicale des hôpitaux, Babinski déclare présenter, au nom de Blocq, un instrument construit par les établissements Mathieu afin d’étudier les réflexes. Couramment appelé « marteau de Babinski », il semble que celui-ci en assura la notoriété mais que sa forme naquit dans l’esprit de Blocq.
Mais sa notoriété posthume a été essentiellement assurée par sa description princeps de l’astasie-abasie, c'est-à-dire à l’impossibilité de tenir debout et de marcher alors que la motricité des membres inférieurs est normale, en décubitus. S’il relie l’installation du trouble à une forte émotion, il le distingue de l’hystérie mais note avec précision ses différences avec l’ataxie cérébelleuse.
Paul Adrien Berbez (1859-?), Joseph Grasset (1849-1918), Paul-Louis Ladame (1842-1919) de Genève, José Dantas de Souza Leite (1857-?) et d’autres publièrent à la suite des observations comparables.
Que ce soit Pierre Marie, Hermann Oppenheim (1858-1919) à Berlin, Adolf Strümpell (1853-125) à Erlangen, Samuel Alexander Kinnier Wilson (1878-1937) à Londres ou Emil Kraepelin (1856-1926) à Mecklembourg, tous se référeront à l’article de Blocq pour décrire ce tableau clinique considéré, aujourd’hui, comme somatoforme[Quoi ?].
Paul Blocq est décédé à 36 ans.

## Publications
Ses écrits sont publiés originellement sous le nom de « Paul Blocq » comme l'indiquent les sources d'autorité.
- Sur une affection caractérisée par de l'astasie et de l'abasie. Archives de neurologie (Paris) ; 1888, no. 43, 44, Progrès médical ; Paris : A. Delahaye & E. Lecrosnier, 1888.
- Avec Albert Londe, Anatomie pathologique de la moëlle épinière, préface de Charcot, Paris : G. Masson, 1891, 104 p..
- Avec Marinesco G., Sur les lésions et la pathogénie de l'épilepsie dite essentielle. Extrait de la Semaine médicale, 12 novembre 1892. 8 p.
- Les Troubles de la marche dans les maladies nerveuses, (Bibliothèque médicale Charcot-Debove). Paris. Rueff. 1892. 159 p.
- Des contractures: Contractures en général, la contracture spasmodique, les pseudo-contractures. Paris : Aux bureaux du Progrès médical : A. Delahaye et E. Lecrosnier, 1888. 210 p.
- Titres et travaux scientifiques. Concours d'agrégation 1894. Paris : G. Masson, 1895. 70 p.
- Avec Babès V., Atlas der pathologischen Histologie des Nervensystems. I. Lieferung, Die krankhaften Veränderungen der Muskelnerven und deren Endigungen. Berlin : A. Hirschwald, 1892. 39 p. (8 planches illustrées par V. Babes et lithographiées par Albert Schütze)
- Avec Onanoff J., Séméiologie et diagnostic des maladies nerveuses. Paris : G. Masson, 1892. 531 p.
- Études sur les maladies nerveuses. Paris : Rueff, 1894. 389 p.